# Kekebes
Kekebes war wahrscheinlich ein iberischer Waffenschmied wohl im 4. oder 3. Jahrhundert v. Chr.
Kekebes ist heute nur noch aufgrund der Signatur auf einem eisernen Schwert der Form Falcata bekannt. Es handelt sich hierbei um ein für die zumeist einfach gehaltenen Hiebschwerter sehr aufwendig verziertes Exemplar, das zudem als einziges seiner Art mit einer in Silber eingelegten Signatur versehen ist. Die Signatur in Nordost-iberischen Buchstaben und iberischer Sprache lautet Kekebes - te - ekiar - te. Kekebes wird dabei als Eigenname angenommen. Ekiar findet sich auch auf anderen Produkten des täglichen Gebrauchs wie Keramik, aber auch bei Mosaiken und dürfte hat (es) gemacht bedeuten, womit es dem altgriechischen epoíesen (altgriechisch ἐποίησεν) entspricht.
Die Klinge wurde offenbar vorsätzlich verbogen, was in vielen prähistorischen Kulturen üblich war, um eine Grabbeigabe oder Stiftung für lebende Menschen nicht mehr nutzbar zu machen. In ähnlichem Zustand wurde etwa auch ein vom Schmied Korisios signiertes Schwert in der Schweiz gefunden. Es ist aufgrund des Zustandes als Weiheobjekt nicht vollkommen sicher, ob Kekebes der Schmied der Waffe war, oder nur der Besitzer, Stifter oder Auftraggeber. Ebenso ist unklar, ob die Klinge direkt für den Weihe- oder Grabkontext gefertigt und verbogen wurde, oder nach einer Nutzung in einen Grab- oder Weihekontext überführt und erst dann unschädlich gemacht wurde. Der genaue Fundort und damit der Fundzusammenhang ist nicht mehr bekannt, wahrscheinlich wurde es in der Region um Sagunt gefunden. Heute befindet es sich in der Sammlung des Museo de Prehistoria in Valencia.

## Einzelbelege
1. ↑  António Marques De Faria: Crónica de onomástica paleo-hispânica (2). In: Researchgate. Januar 2001, abgerufen am 21. September 2021 (spanisch).
2. ↑  El Ojo Del Ibero: ICONOTEOREMA: Ekiar: La transcripción de un verbo ibérico. In: ICONOTEOREMA. 11. April 2015, abgerufen am 21. September 2021.
3. ↑  Inventarnummer 34

| Personendaten    | Personendaten                                              |
| ---------------- | ---------------------------------------------------------- |
| NAME             | Kekebes                                                    |
| KURZBESCHREIBUNG | antiker iberischer Waffenschmied                           |
| GEBURTSDATUM     | zwischen 5. Jahrhundert v. Chr. und 3. Jahrhundert v. Chr. |
| STERBEDATUM      | zwischen 4. Jahrhundert v. Chr. und 2. Jahrhundert v. Chr. |